# Mastacembelidae
Famille
Les Mastacembelidae sont une famille de poissons Synbranchiformes. Ces espèces sont communément appelées anguilles épineuses ou anguilles des marais et se rencontrent en Afrique, en Asie du Sud-Est et en Asie du Sud. Elles vivent en eau douce ou saumâtre. Certaines s'enfouissent dans le substrat pendant la journée, d'autres ont été retrouvées enterrées dans le sol durant les périodes de sécheresses.

## Description
Les Mastacembelidae possèdent un corps allongé similaire aux anguilles (« anguilliformes ») avec une longueur maximale d'environ un mètre pour les plus grandes espèces et spécimens. La principale caractéristique de cette famille est un appendice nasal très allongé munie de deux narines tubulées. Ces poissons possèdent également une rangée d'épines dorsales bien séparées à l'origine de leur nom d'anguille épineuse.

## Liste des sous-familles
Selon World Register of Marine Species (29 mars 2020) :
- genre Macrognathus Lacepède, 1800
- genre Mastacembelus Scopoli, 1777
- genre Sinobdella Kottelat & Lim, 1994

## Exploitation

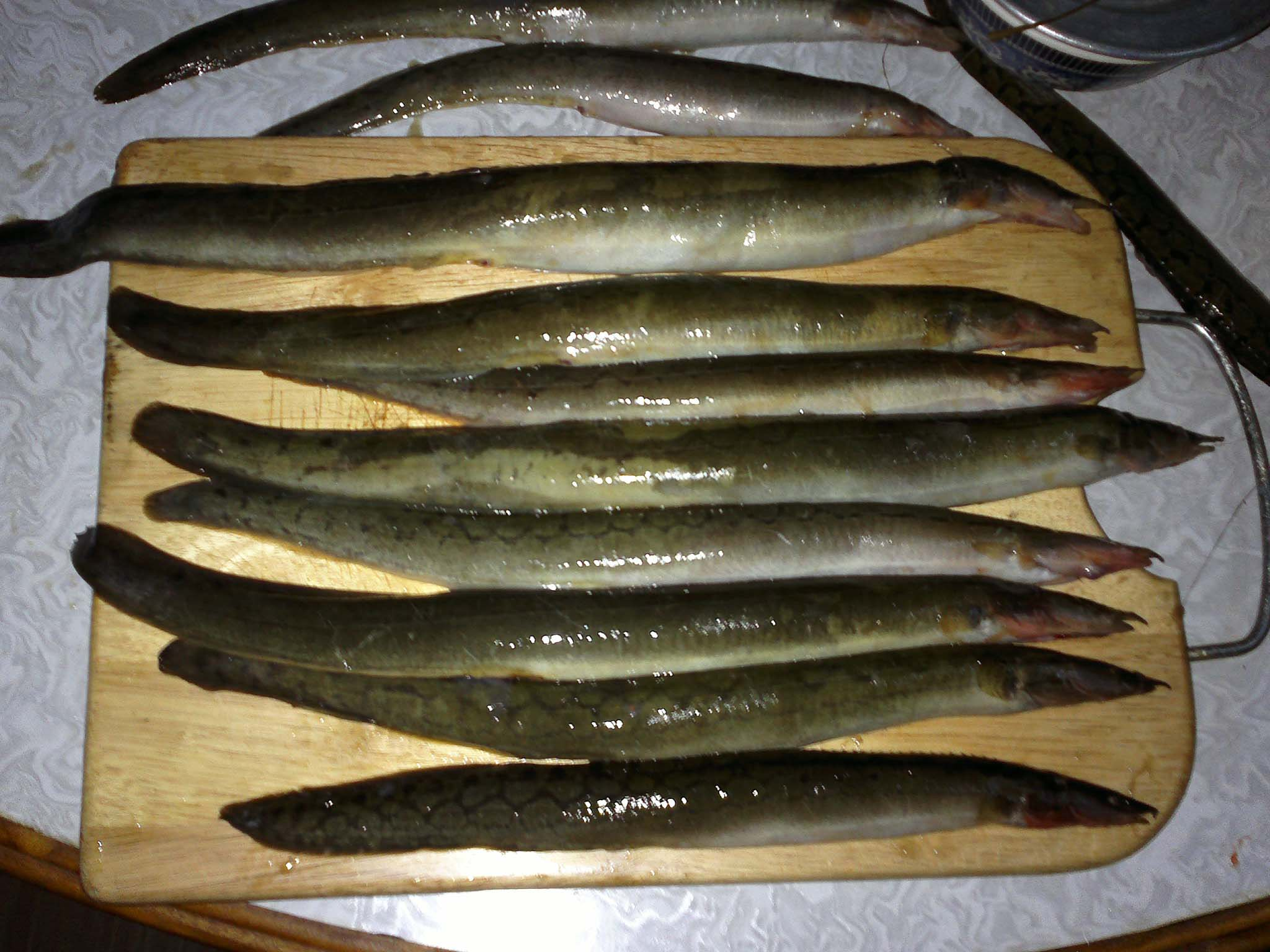
Prêt à être préparé pour la cuisine (Mastacembelus armatus).

Parmi toutes les espèces que regroupe cette famille, plusieurs sont très prisées des collectionneurs aquariophiles, d'autres à plusieurs endroits du globe sont consommées.